# Zeche Zur Hoffnung
Die Zeche Zur Hoffnung in Essen-Stadtmitte-Holsterhausen ist ein ehemaliges Steinkohlenbergwerk. Das Bergwerk war auch unter dem Namen Zeche Hoffnung bekannt. Das Bergwerk hat eine über 180-jährige Geschichte. Die Zeche Zur Hoffnung befand sich auf dem Gebiet des ehemaligen Stiftes Essen und war dort vermutlich das älteste Bergwerk.

## Geschichte

### Die Anfänge
Bereits im Jahr 1623 wurde in den Unterlagen ein „Kohlberg zur Hoffnung“ erwähnt. Das Bergwerk war ein Stollenbergwerk, das mittels einer Akeldruft den Stollen in den Sälzerbach entwässerte. Die Akeldruft wurde an der Quelle dieses Baches in Holsterhausen eingeleitet. Noch im selben Jahr wurde eine Bergrechtliche Gewerkschaft gegründet. Diese Gewerkschaft bestand aus den Gewerken von Bermen, Doktor Wasserfurth et Konsorten und Diedrich Lipperheiden. Noch im selben Jahr erfolgte die Belehnung. Im Jahr 1840 führten die Gewerken einen Berechtsamsprozess gegen andere Kohlenwerke. Im Jahr 1724 wurde durch andere Gewerken der Gesellschaft des Neuen Berges ein neuer Stollen angelegt. Dieser Stollen war der eigentliche Stollen der Zeche Zur Hoffnung. Die Belehnung dieses Stollens erfolgte im Jahr 1733 durch die Fürstäbtissin des Stiftes Essen. Im selben Jahr wurde der bereits im Jahr 1724 angelegte Stollen übernommen. An die Gewerken erging vom Stift Essen die Ermahnung, den bereits belehnten Kohlberg zu bearbeiten. Diese Ermahnung war verbunden mit dem Hinweis auf Entzug der Belehnung. Da bis zum Jahr 1742 noch keine „guten Kohlen“ gefunden worden waren, mussten die Gewerken auch in den nachfolgenden Jahren ständig Zubußen zahlen. Aus diesem Grund wurde ein Gesuch an das Stift gerichtet, um die Gewerken von der Zehntzahlung solange zu befreien, bis man auf gute Kohlen kam. Da das Bergwerk in den nachfolgenden Jahren nicht betrieben wurde, drohte das Stift Essen den Gewerken, die Belehnung zu entziehen, falls das Bergwerk nicht bald wieder betrieben würde.

### Die weiteren Jahre
Im Jahr 1759 war der im Jahr 1724 angelegte erste Stollen mittlerweile ausgekohlt. Da mit dem zweiten Stollen nun ein neuer Stollen auf dem Gebiet der Stadt Essen angelegt worden war, erfolgte die erste Belehnung durch die Stadt Essen. Da die Gesellschaft Hoffnung seit längerer Zeit keinen Zehnten mehr an das Stift Essen gezahlt hatte, wurde von diesem eine Klage darüber eingereicht. Die Gewerken begründeten ihre Nichtzahlung damit, dass sie seit dem Jahr 1755 auf dem Grundstück des Herrn Bastian vergeblich nach dem Flöz suchen würden. Die Gewerken waren bereit, den Zehnten zu zahlen, sobald das Flöz Dreckbank abgebaut worden war. Im Jahr 1763 war das Bergwerk in einem schlechten Zustand. Die Gewerken begründeten diesen Zustand damit, dass die Zeche seit 30 Jahren auf ausgekohlten Bauen stehen würde. Nachdem die Fürstäbtissin des Stiftes Essen erneut mit einem Entzug der Belehnung gedroht hatte, wurde das Bergwerk wieder in Betrieb genommen. Im Jahr 1766 richteten die Gewerken eine Bitte um Zehntermäßigung an den Stadtmagistrat der Stadt Essen. Diese Bitte begründeten sie damit, dass die Gruben versoffen und die Kosten für den Zehnt seit Jahren von ihnen selbst eingekauft worden waren. Der Betrieb des Bergwerks wurde trotzdem weiter geführt. Im selben Jahr kam es zu einem Wassereinbruch in den Stollen. Am 7. April des Jahres 1768 erfolgte die Erneuerung der Belehnung durch Fürstäbtissin an Georg Philipp Kaufmann. Kaufmann war zu diesem Zeitpunkt der Vertreter der Gesellschaft des Kohlgewerks Zur Hoffnung. Bereits im darauffolgenden Jahr drohte die Stadt Essen mit dem Entzug der Belehnung. Auch in dem nachfolgenden Jahrzehnt kam es immer wieder zu Problemen zwischen den Bergwerksbetreibern und dem Stift Essen oder dem Magistrat der Stadt Essen.
Im Jahr 1770 waren 30 Bergleute auf dem Bergwerk beschäftigt. Nachdem es zu einem Wassereinbruch gekommen war, wurde der Betrieb des Bergwerks erneut eingestellt. Nachdem das Wasser aus dem Stollen entfernt worden war, wurde das Bergwerk im darauffolgenden Jahr wieder in Betrieb genommen. Im Jahr 1773 erfolgte durch den Magistrat der Stadt Essen die erneute Belehnung des Bergwerks. Im Jahr 1774 wurde begonnen, einen sogenannten Trotzschacht abzuteufen. Dieser Schacht sollte dem Abbau der besseren Kohlen (Toppkohlen) dienen. Am 8. Dezember des Jahres 1776 erneuerte auch die Fürstäbtissin des Stiftes Essen die Belehnung. Ab dem Jahr 1784 war das Bergwerk nun bis zum Jahr 1803 ohne Unterbrechung in Betrieb. Im Jahr 1788 wurde der erste im Jahr 1623 angelegte Stollen nun endgültig aufgegeben. Im Jahr 1796 wurde unterhalb der Stollensohle im Unterwerksbau abgebaut. Die Gewerken mussten nun ständig Zubußen zahlen. Im Jahr 1802 wurde im alten Stollen aus dem Jahre 1724 erneut Abbau betrieben. Es wurden pro Tag 90 Ringel Steinkohle gefördert. Die Gewinnaussichten wurden immer schlechter und eine tiefere Lösung des Stollens war auch nicht möglich. Im Jahr 1803 wurde der Betrieb des Bergwerks eingestellt. Nachdem die Säkularisation des Stiftes Essen erfolgt war, waren die Gewerken von Zur Hoffnung bestrebt, das Bergwerk mit dem Nachbarbergwerk Secretariusak zu vereinigen. Am 19. Februar des Jahres 1805 konsolidierte die Zeche Zur Hoffnung mit der Zeche Secretariusak zur Zeche Vereinigte Hoffnung & Secretarius Aak.